# Gare de Clermont-La Rotonde
Gare de Clermont-La Rotonde vasútállomás Franciaországban, Clermont-Ferrand településen.

## Vasútvonalak
Az állomást az alábbi vasútvonalak érintik:
- d'Eygurande - Merlines–Clermont-Ferrand-vasútvonal

## Kapcsolódó állomások
A vasútállomáshoz az alábbi állomások vannak a legközelebb:
- Gare de Royat - Chamalières
- Gare de Clermont-Ferrand